# Oblast Wolyn
Die Oblast Wolyn (auch Oblast Wolhynien, Oblast Wolynien, ukrainisch Волинська область Volýns’ka óblast’; russisch Волынская область Volýnskaja óblast’) ist eine Verwaltungseinheit im Nordwesten der Ukraine. Sie hat 1.027.397 Einwohner (Anfang 2021; de facto).

## Lage
Die Oblast umfasst einen Teil der historischen Landschaft Wolhynien. Hauptstadt ist Luzk, weitere Städte sind Nowowolynsk, Wolodymyr und Kowel. Durch die Oblast verlaufen die wichtigsten Verkehrsverbindungen von der Ukraine nach Polen und Deutschland. Im Westen bildet der Westliche Bug mit einer Länge von 135 km die Grenze zu Polen (Woiwodschaft Lublin). Im Norden grenzt die Oblast an Belarus (Länge der Grenze 195 km), genauer an die Breszkaja Woblasz mit deren Rajonen Brest, Malaryta, Kobryn, Drahitschyn und Iwanawa. Im Osten liegt die Oblast Riwne und im Süden die Oblast Lwiw.
Die Oblast Wolyn dehnt sich von West nach Ost 163 km und von Nord nach Süd 187 km aus. Die Bevölkerung lebt zu 52 % in städtischen Gebieten und zu 48 % in ländlichen Gebieten.
Die Kfz-Kennzeichen für die Oblast lauten AC und KC.

## Geschichte
Die Oblast entstand nach der Besetzung Ostpolens durch die Sowjetunion als Teil der Ukrainischen SSR per Ukas am 4. Dezember 1939 aus der bis dahin bestehenden polnischen Woiwodschaft Wolhynien sowie Teilen der Woiwodschaft Polesien (Powiat Kamień Kaszyrski sowie südliche Teile der Powiate Kobryń und Drohiczyn).
Zunächst wurden folgende ehemals polnische Powiate (russisch Ujesd genannt) beibehalten:
- Gorochow/Horochów (Гороховский уезд)
- Kamen-Kaschirsk/Kamień Kaszyrski (Камень-Каширский уезд)
- Kowel (Ковельский уезд)
- Luzk/Łuck (Луцкий уезд)
- Ljuboml/Luboml (Любомльский уезд)
- Wladimir-Wolynsk/Włodzimierz (Владимир-Волынский уезд)

Nach Beratungen am 10. Januar 1940 wurden am 17. Januar 1940 die Ujesde aufgelöst und durch folgende Rajone ersetzt (es werden die russischen Namen angeführt, da diese die zeitgenössischen amtlichen Bezeichnungen widerspiegeln):
- Rajon Berestetschko mit Rajonszentrum Berestetschko (Берестечко)
- Rajon Goloby mit Rajonszentrum Goloby (Голобы)
- Rajon Gorochow mit Rajonszentrum Gorochow (Горохов)
- Rajon Kamen-Kaschirsk mit Rajonszentrum Kamen-Kaschirsk (Камінь-Каширськ)
- Rajon Kiwerzy mit Rajonszentrum Kiwerzy (Киверцы)
- Rajon Kisselin mit Rajonszentrum Kisselin (Киселин)
- Rajon Kowel mit Rajonszentrum Kowel (Ковель)
- Rajon Kolki mit Rajonszentrum Kolki (Колки)
- Rajon Lokatschi mit Rajonszentrum Lokatschi (Локачи)
- Rajon Luzk mit Rajonszentrum Luzk (Луцк)
- Rajon Ljuboml mit Rajonszentrum Ljuboml (Любомль)
- Rajon Ljubeschow mit Rajonszentrum Ljubeschow (Любешов)
- Rajon Mazejew mit Rajonszentrum Mazejew (Мацеев)
- Rajon Olyka mit Rajonszentrum Olyka (Олыка)
- Rajon Poddubzy mit Rajonszentrum Poddubzy (Поддубцы)
- Rajon Powursk mit Rajonszentrum Powursk (Повурск)
- Rajon Poryzk mit Rajonszentrum Poryzk (Порыцк)
- Rajon Ratno mit Rajonszentrum Ratno (Ратно)
- Rajon Roschischtsche mit Rajonszentrum Roschischtsche (Рожище)
- Rajon Sabolotje mit Rajonszentrum Sabolotje (Заболотье)
- Rajon Schazk mit Rajonszentrum Schazk (Шацк)
- Rajon Sgorany mit Rajonszentrum Sgorany (Згораны)
- Rajon Sofijewka mit Rajonszentrum Sofijewka (Софиевка)
- Rajon Tortschin mit Rajonszentrum Tortschin (Торчин)
- Rajon Turisk mit Rajonszentrum Turisk (Турийск)
- Rajon Tscharkuw mit Rajonszentrum Tscharkuw (Чаркув)
- Rajon Ustilug mit Rajonszentrum Ustilug (Устилуг)
- Rajon Werba mit Rajonszentrum Werba (Верба)
- Rajon Wladimir-Wolynsk mit Rajonszentrum Wladimir-Wolynsk (Владимир Волынск)
- Rajon Wyschwa mit Rajonszentrum Wyschwa (Выжба)

Dazu kamen die kreisfreien Städte Luzk, Kowel und Wladimir-Wolynsk.

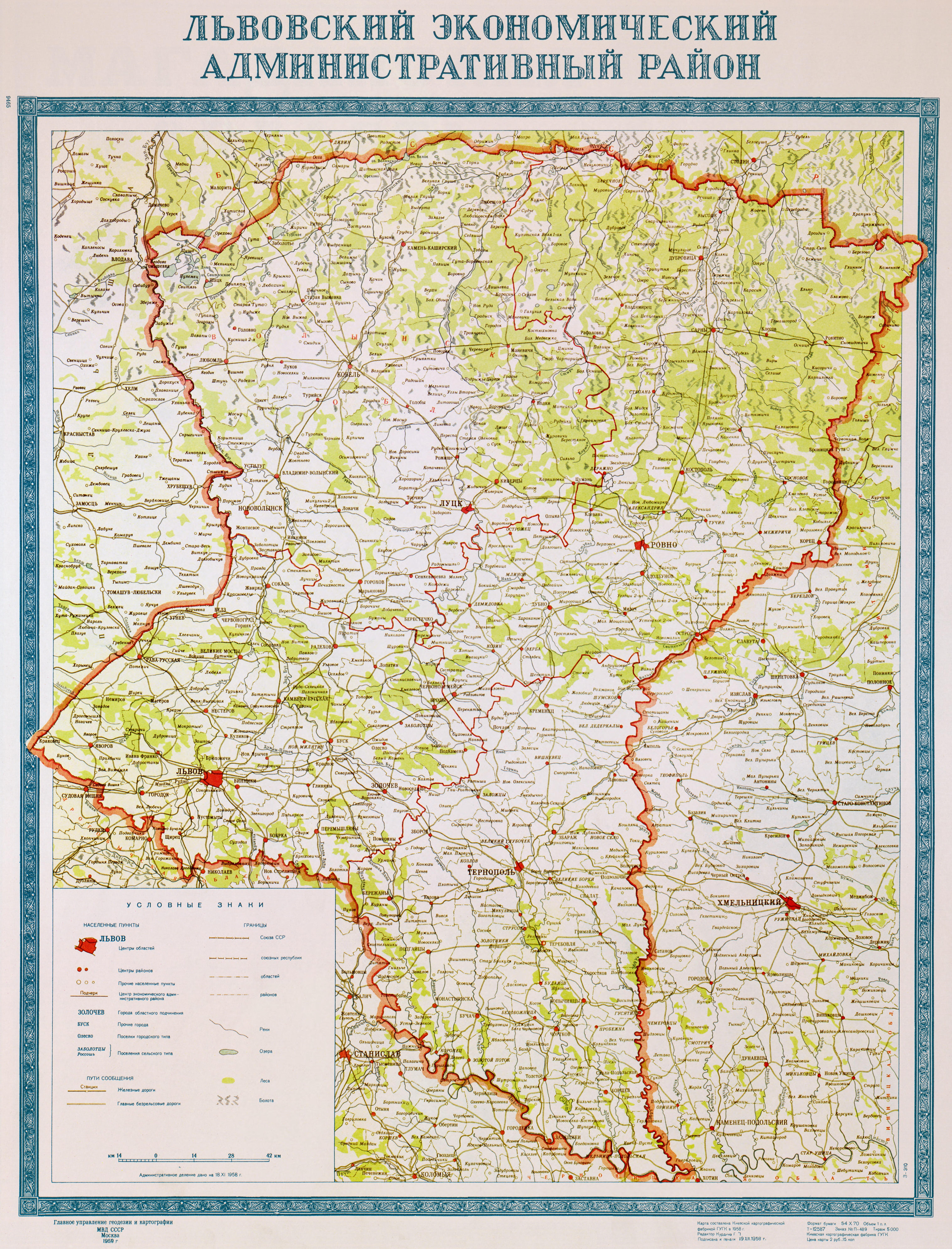
Die Oblast Wolyn im Jahre 1958

Im Verlaufe des Jahres 1940 kam es zu einigen Änderungen an den Rajonen (Kyssylyn nach Osjutytschi, Tscharukiw nach Senkewytschiwka, Wyschwa nach Sedlyschtsche), im Großen und Ganzen blieb das System aber bis Sommer 1941 bestehen.
Die Oblast wurde nach dem Überfall Deutschlands auf die Sowjetunion am 22. Juni 1941 wieder aufgelöst; das Gebiet ging im Reichskommissariat Ukraine auf und konnte erst nach der Rückeroberung des Gebiets durch die Rote Armee im Jahre 1944 wiederhergestellt werden.
1946 wurde der Hauptort des Rajons Poddubzy/Piddubzi nach Teremno (Теремно, heute im Stadtgebiet von Luzk gelegen) verlegt und der Rajon entsprechend umbenannt.
1946 kam es zu weiteren Rajonsumbenennungen (Mazejiw nach Lukiw, Werba nach Owadne, Poryzk nach Iwanytschi, Sedlyschtsche nach Stary Wyschawa, Osjutytschi nach Saturzi). Ende der 1950er Jahre existierten nach Zusammenlegungen 19 Rajone.
Am 30. Dezember 1962 kam es zur Zusammenlegung in die 7 Rajone Wolodymyr-Wolynskyj, Horochiw, Kamin-Kaschyrskyj, Kiwerzi, Kowel, Ljuboml und Roschyschtsche. Am 4. Januar 1965 wurden die Rajon Lokatschi, Ljubeschiw, Manewytschi, Ratne und Turijsk wiederhergestellt, 1966 folgten noch die Rajone Iwanytschi, Luzk und Stara Wyschiwka.
Seit 1991 ist er ein Teil der heutigen Ukraine, am 3. Februar 1993 wurde der Rajon Schazk aus dem nördlichen Teil des Rajons Ljuboml wiedergegründet.

## Geographie

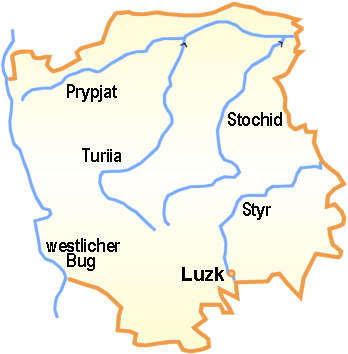
Wichtige Flüsse in der Oblast

Die größten Flüsse sind der Westliche Bug (ukrainisch Західний Буг) und der Prypjat (ukrainisch: Прип’ять).
Außerdem fließen die Turija (ukrainisch Турія), die Wyschiwka und der Stochid durch den Bezirk; beide münden noch innerhalb der Oblast rechtsseitig in den Prypjat.
Der Styr durchfließt die Oblast im Südosten und mündet in Belarus ebenfalls in den Prypjat.
In der Oblast befindet sich der tiefste See der Ukraine, der Switjas-See.
In den südlichen Teilen der Oblast erstreckt sich das Wolhynische Hochland auf Höhen bis zu 341 Meter.

## Größte Städte und Siedlungen
| Luzk                                                                                      | Луцьк             | Луцк               | 217.197 |
| Kowel                                                                                     | Ковель            | Ковель             | 067.991 |
| Nowowolynsk                                                                               | Нововолинськ      | Нововолынск        | 050.417 |
| Wolodymyr                                                                                 | Володимир         | Владимир-Волынский | 038.070 |
| Kiwerzi                                                                                   | Ківерці           | Киверцы            | 013.917 |
| Roschyschtsche                                                                            | Рожище            | Рожище             | 012.584 |
| Kamin-Kaschyrskyj                                                                         | Камінь-Каширський | Камень-Каширский   | 012.519 |
| Manewytschi                                                                               | Маневичі          | Маневичи           | 010.714 |
| Ljuboml                                                                                   | Любомль           | Любомль            | 010.421 |
| Ratne                                                                                     | Ратне             | Ратно              | 009.657 |
| Horochiw                                                                                  | Горохів           | Горохов            | 008.996 |
| Zuman                                                                                     | Цумань            | Цумань             | 006.558 |
| Iwanytschi                                                                                | Іваничі           | Иваничи            | 006.382 |
| Turijsk                                                                                   | Турійськ          | Турийск            | 005.855 |
| Ljubeschiw                                                                                | Любешів           | Любешов            | 005.704 |
| Schazk                                                                                    | Шацьк             | Шацк               | 005.255 |
| Stara Wyschiwka                                                                           | Стара Вижівка     | Старая Выжевка     | 005.112 |
| Quellen: Ukrainisches Amt für Statistik, Seiten 12, 13 und Sekundärquelle City Population |                   |                    |         |

## Geschichte
Zur Geschichte siehe Wolhynien #Geschichte.

## Administrative Unterteilung
Die Oblast Wolyn ist verwaltungstechnisch in 4 Rajone unterteilt; bis zur großen Rajonsreform am 18. Juli 2020 war sie in 16 Rajone sowie 4 direkt der Oblastverwaltung unterstehende (rajonfreie) Städte unterteilt. Dies waren die Städte Kowel, Nowowolynsk, Wolodymyr sowie das Verwaltungszentrum der Oblast, die Stadt Luzk.

### Rajone der Oblast Wolyn mit deren Verwaltungszentren
| Rajone der Oblast Wolyn                              | Rajone der Oblast Wolyn                         | Rajone der Oblast Wolyn   | Rajone der Oblast Wolyn                                       |
| Deutsche Bezeichnung                                 | Ukrainische Bezeichnung                         | Verwaltungszentrum        | Weitere frühere (bis 2020) Rajonzentren und rajonfreie Städte |
| ---------------------------------------------------- | ----------------------------------------------- | ------------------------- | ------------------------------------------------------------- |
| Rajon Kamin-Kaschyrskyj                              | Камінь-Каширський район Kamin-Kaschyrskyj rajon | Kamin-Kaschyrskyj (Stadt) | Ljubeschiw, Manewytschi                                       |
| Rajon Kowel                                          | Ковельський район Kowelskyj rajon               | Kowel (Stadt)             | Ljuboml, Ratne, Schazk, Stara Wyschiwka, Turijsk              |
| Rajon Luzk                                           | Луцький район Luzkyj rajon                      | Luzk (Stadt)              | Horochiw, Kiwerzi, Roschyschtsche                             |
| Rajon Wolodymyr (bis 2022 Rajon Wolodymyr-Wolynskyj) | Володимирський район Wolodymyrskyj rajon        | Wolodymyr (Stadt)         | Iwanytschi, Lokatschi, Nowowolynsk                            |

Bis 2020 gab es folgende Rajonsaufteilung:

Karte der Rajone und rajonfreien Städte der Oblast (bis 2020)

| Rajone der Oblast Wolyn bis 2020 | Rajone der Oblast Wolyn bis 2020                     | Rajone der Oblast Wolyn bis 2020            | Rajone der Oblast Wolyn bis 2020  |
| Deutsche Bezeichnung             | Ukrainische Bezeichnung                              | Verwaltungszentrum                          | 2020 (überwiegend) aufgegangen in |
| -------------------------------- | ---------------------------------------------------- | ------------------------------------------- | --------------------------------- |
| Rajon Horochiw                   | Горохівський район Horochiwskyj rajon                | Horochiw (Stadt)                            | Rajon Luzk                        |
| Rajon Iwanytschi                 | Іваничівський район Iwanytschiwskyj rajon            | Iwanytschi (Siedlung städtischen Typs)      | Rajon Wolodymyr                   |
| Rajon Kamin-Kaschyrskyj          | Камінь-Каширський район Kamin-Kaschyrskyj rajon      | Kamin-Kaschyrskyj (Stadt)                   | Rajon Kamin-Kaschyrskyj           |
| Rajon Kiwerzi                    | Ківерцівський район Kiwerziwskyj rajon               | Kiwerzi (Stadt)                             | Rajon Luzk                        |
| Rajon Kowel                      | Ковельський район Kowelskyj rajon                    | Kowel (Stadt)                               | Rajon Kowel                       |
| Rajon Ljubeschiw                 | Любешівський район Ljubeschiwskyj rajon              | Ljubeschiw (Siedlung städtischen Typs)      | Rajon Kamin-Kaschyrskyj           |
| Rajon Ljuboml                    | Любомльський район Ljubomlskyj rajon                 | Ljuboml (Stadt)                             | Rajon Kowel                       |
| Rajon Lokatschi                  | Локачинський район Lokatschynskyj rajon              | Lokatschi (Siedlung städtischen Typs)       | Rajon Wolodymyr                   |
| Rajon Luzk                       | Луцький район Luzkyj rajon                           | Luzk (Stadt)                                | Rajon Luzk                        |
| Rajon Manewytschi                | Маневицький район Manewyzkyj rajon                   | Manewytschi (Siedlung städtischen Typs)     | Rajon Kamin-Kaschyrskyj           |
| Rajon Ratne                      | Ратнівський район Ratniwskyj rajon                   | Ratne (Siedlung städtischen Typs)           | Rajon Kowel                       |
| Rajon Roschyschtsche             | Рожищенський район Roschyschtschenskyj rajon         | Roschyschtsche (Stadt)                      | Rajon Luzk                        |
| Rajon Schazk                     | Шацький район Schazkyj rajon                         | Schazk (Siedlung städtischen Typs)          | Rajon Kowel                       |
| Rajon Stara Wyschiwka            | Старовижівський район Starobyschwiskyj rajon         | Stara Wyschiwka (Siedlung städtischen Typs) | Rajon Kowel                       |
| Rajon Turijsk                    | Турійський район Turijskyj rajon                     | Turijsk (Siedlung städtischen Typs)         | Rajon Kowel                       |
| Rajon Wolodymyr-Wolynskyj        | Володимир-Волинський район Wolodymyr-Wolynskyj rajon | Wolodymyr (Stadt)                           | Rajon Wolodymyr                   |

## Demographie
| Jahr      | 1959    | 1970    | 1979      | 1989      | 1995      | 1998      | 2001      | 2005      | 2008      | 2012      | 2014      | 2021      |
| --------- | ------- | ------- | --------- | --------- | --------- | --------- | --------- | --------- | --------- | --------- | --------- | --------- |
| Einwohner | 890.456 | 974.454 | 1.015.574 | 1.061.181 | 1.078.300 | 1.073.100 | 1.060.694 | 1.044.777 | 1.036.436 | 1.038.598 | 1.041.303 | 1.027.397 |

| Nationalität | Einwohner | 1989 (%) | 2001 (%) | Veränderung (%) |
| ------------ | --------- | -------- | -------- | --------------- |
| Ukrainer     | 1.025.000 | 94,6     | 96,9     | 0+2,4 %         |
| Russen       | 0.025.100 | 04,4     | 02,4     | −46,4 %         |
| Belarussen   | 0.003.200 | 00,5     | 00,3     | −37,9 %         |

| Muttersprache | 1989 (%) | 2001 (%) |
| ------------- | -------- | -------- |
| Ukrainisch    | 94,5     | 97,3     |
| Russisch      | 05,1     | 02,5     |